# Torbellino
Torbellino és una pel·lícula espanyola del 1941, una comèdia dirigida per Lluís Marquina i Pichot i protagonitzada per Estrellita Castro, Manuel Luna i Tony D'Algy. Està produït per la companyia de pel·lícula més gran d'Espanya d'aquests anys, CIFESA.

## Sinopsi
A una decrèpita emissora de ràdio que passa per mals moments hi arriba la jove sevillana Carmen amb el desig de triomfar en aquest mitjà. Gràcies a ella, l'emissora aconseguirà un premi molt cotitzat.

## Repartiment
- Estrellita Castro com Carmen Moreno.
- Manuel Luna com Segundo Izquierdo.
- Tony D'Algy com Carlos Miranda.
- Manolo Morán com Juan Barea.
- Fernando Freyre de Andrade com Fermín Ibáñez.
- Arturo Marín com Álvaro de Esquivias.
- José Marco Davó com Portero.
- Irene Caba Alba com Sra. Zaldívar
- Lily Vincenti com Carola Bianchi.
- Camino Garrigó Com Carmenchu.
- Eva Arión com Alicia.
- Xan das Bolas com Juan José.
- Jesús Castro Blanco
- María Cuevas